# Liste der Bodendenkmale in Teltow
Die Liste der Bodendenkmale in Teltow enthält alle Bodendenkmale der brandenburgischen Gemeinde Teltow und ihrer Ortsteile auf der Grundlage der Landesdenkmalliste vom 31. Dezember 2020.
Die Baudenkmale sind in der Liste der Baudenkmale in Teltow aufgeführt.
| Gemarkung        | Flur     | Kurzansprache | Bodendenkmalnummer | Bemerkung | Bild |
| ---------------- | -------- | --- | ------------------ | --------- | ---- |
| Ruhlsdorf (Lage) | 2        | Gräberfeld Eisenzeit | 30559              |           |      |
| Ruhlsdorf (Lage) | 2        | Gräberfeld Bronzezeit | 30560              |           |      |
| Ruhlsdorf (Lage) | 2, 3     | Dorfkern Neuzeit, Dorfkern deutsches Mittelalter, Einzelfund Neolithikum, Einzelfund Urgeschichte, Kirche deutsches Mittelalter, Kirche Neuzeit | 31085              |           |      |
| Teltow (Lage)    | 4        | Siedlung Eisenzeit, Siedlung Bronzezeit | 30521              |           |      |
| Teltow (Lage)    | 18       | Siedlung Mittelalter, Siedlung römische Kaiserzeit                                                                                              | 30522              |           |      |
| Teltow (Lage)    | 4        | Siedlung Bronzezeit, Gräberfeld Bronzezeit | 30523              |           |      |
| Teltow (Lage)    | 8        | Siedlung deutsches Mittelalter | 30524              |           |      |
| Teltow (Lage)    | 14, 15   | Siedlung Neolithikum | 30525              |           |      |
| Teltow (Lage)    | 1, 2, 18 | Altstadt deutsches Mittelalter, Grab Neuzeit, Altstadt Neuzeit, Siedlung Bronzezeit, Siedlung Eisenzeit                                         | 31226              |           |      |